# Henri Springuel
Henri Springuel, né le 9 avril 1889 à Huy et mort le 1er septembre 1957 à Forest, est un pilote automobile belge de voitures de sport.

## Biographie
Il est l'un des membres de la famille belge de Jules Springuel-Wilmotte (1874-1929), constructeur automobile à Huy (province de Liège) des véhicules du même nom entre 1908 et 1914 (en ayant alors fusionné avec la marque Impéria depuis deux ans), voitures qui remportent des épreuves souvent organisées à Spa entre 1908 et 1913, dont le "Grand Prix" en cette dernière année qui se dispute sur 736 kilomètres entre le circuit de Spa, Sart et Francorchamps.
Coureur automobile entre 1924 et 1928, il gagne en 1924 la première édition des 24 heures de Spa-Francorchamps sur une Bignan 2L. avec Maurice Béquet en parcourant 1 880 kilomètres (pour quatre participations, étant encore ultérieurement classé 7e puis 12e), sur un circuit de 15 kilomètres ayant grossièrement la forme d’un triangle reliant Francorchamps, Malmedy et Stavelot en utilisant des routes publiques ouvertes à la circulation en temps normal avec un tracé imaginé en 1921 par Jules de Thier et Henri Langlois Van Ophem, puis en 1925 la course de côte La Sarte / Les Longs-Thiers sur Diatto 2L, se classant la même année 12e des 24 Heures du Mans avec sa Bignan 2L. (pour deux participations consécutives).